# Lang thang

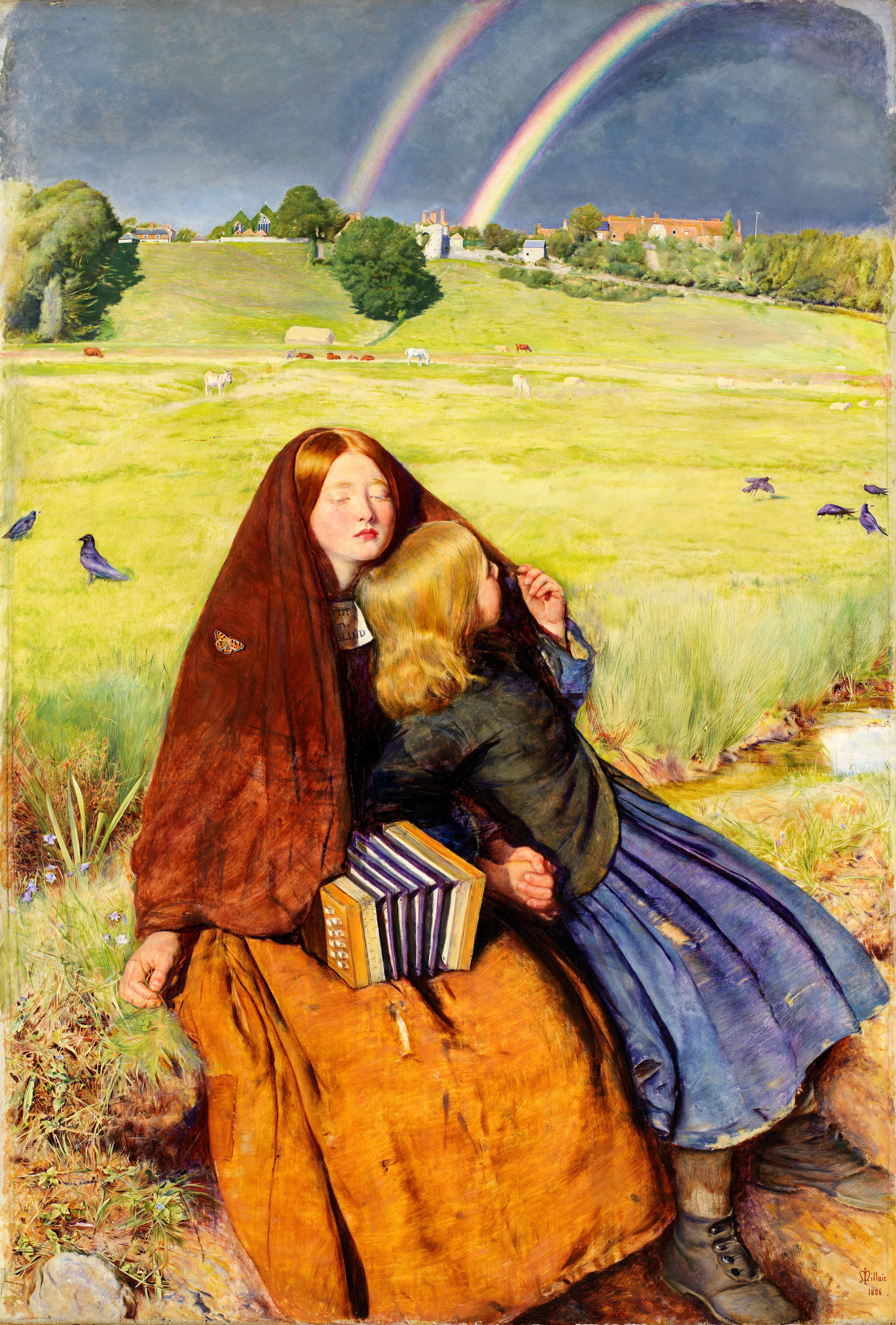
John Everett Millais Cô gái mù, miêu tả các nhạc sĩ lang thang

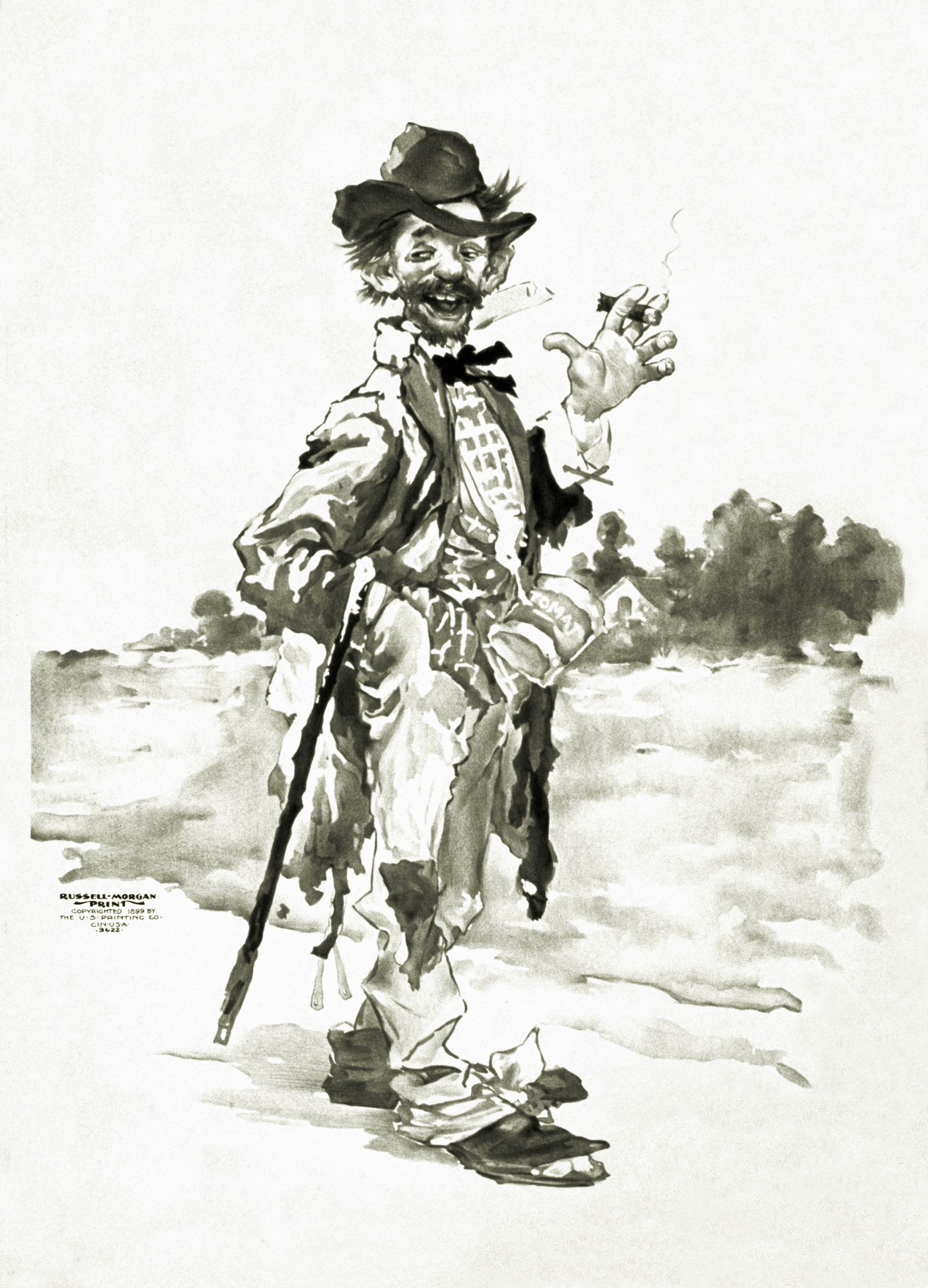
Biếm họa của một tramp

Lang thang là tình trạng vô gia cư mà không có việc làm hoặc thu nhập thường xuyên. Người lang thang thường sống trong nghèo đói và tự nuôi sống bản thân bằng cách đi ăn xin, quét rác, trộm cắp vặt, làm việc tạm thời hoặc nhận phúc lợi (nếu có).
Trong lịch sử, sự lang thang trong xã hội phương Tây có liên quan đến tội phạm nhỏ, ăn xin và vô luật pháp, và bị pháp luật trừng phạt bằng lao động cưỡng bức, nghĩa vụ quân sự, tù đày hoặc giam cầm trong nhà lao động chuyên dụng.
Trong các xã hội hiện đại, luật chống vô gia cư nhằm mục đích vừa giúp đỡ vừa tái định cư cho những người vô gia cư ở một bên, và hình sự hóa tình trạng vô gia cư và ăn xin bên còn lại.